# Stenozethes obscurata
Stenozethes obscurata är en fjärilsart som beskrevs av Butler 1879. Stenozethes obscurata ingår i släktet Stenozethes och familjen nattflyn. Inga underarter finns listade i Catalogue of Life.